# Concacaf Women's Gold Cup 2010
CONCACAF Women's Gold Cup 2010 spelades i Cancún, Mexiko under perioden 28 oktober-8 november 2010. Kanada vann turneringen före Mexiko och USA.
Kanada och Mexiko, tog sig genom finalplatserna, direkt till VM 2011 I Tyskland, medan USA tvingades spela playoff mot Italien om en plats I turneringen. Detta var första gången som USA stalled upp i turneringen och missade finalen. Dessutom kvalade Costa Rica och Trinidad och Tobago in till  panamerikanska spelen 2011.
Precis som när Kanada vann 1998 släppte inte Kanada in ett enda mål i turneringen. Kanadensiskorna gjorde 17 mål.

## Kvalificerade nationer
- Costa Rica
- Guatemala
- Guyana
- Haiti
- Kanada
- Mexiko (värdland)
- Trinidad och Tobago
- USA

## Gruppspel
Matcherna spelades på Estadio de Béisbol Beto Ávila och Estadio Quintana Roo i Cancún.
Om två lag hamnade på samma poäng, avgjorde:
1. Flest poäng bland de lag som inte kunde skiljas åt.
2. Bäst målskillnad i matcher mellan de lag som inte kunde skiljas åt.
3. Flest antal gjorda mål i matcher mellan de lag som inte kunde skiljas åt.
4. Bäst målskillnad i alla gruppspelsmatcher.
5. Flest antal gjorda mål i alla gruppspelsmatcher.
6. Fair play i gruppspelet (minst antal röda och gula kort)
7. Lottdragning.

### Grupp A
| Nr | Lag                 | S | V | O | F | GM | IM | MS  | P |
| -- | ------------------- | - | - | - | - | -- | -- | --- | - |
| 1  | Kanada              | 3 | 3 | 0 | 0 | 12 | 0  | +12 | 9 |
| 2  | Mexiko              | 3 | 2 | 0 | 1 | 9  | 5  | +4  | 6 |
| 3  | Trinidad och Tobago | 3 | 1 | 0 | 2 | 4  | 4  | 0   | 3 |
| 4  | Guyana              | 3 | 0 | 0 | 3 | 3  | 19 | −16 | 0 |

|             | 29 oktober 2010 | Trinidad och Tobago | 0 – 1           | Kanada               | Estadio de Béisbol Beto Ávila                             |                                                           |
| 17:00 UTC−5 | 17:00 UTC−5     |                     | (0 – 0) Rapport | 63′ Melissa Tancredi | Cancún, Quintana Roo Publik: 250 Domare: Kari Seitz (USA) | Cancún, Quintana Roo Publik: 250 Domare: Kari Seitz (USA) |
| 17:00 UTC−5 | 17:00 UTC−5     |                     |                 |                      | Cancún, Quintana Roo Publik: 250 Domare: Kari Seitz (USA) | Cancún, Quintana Roo Publik: 250 Domare: Kari Seitz (USA) |
| 17:00 UTC−5 | 17:00 UTC−5     |                     |                 |                      | Cancún, Quintana Roo Publik: 250 Domare: Kari Seitz (USA) | Cancún, Quintana Roo Publik: 250 Domare: Kari Seitz (USA) |

|             | 29 oktober 2010 | Mexiko                                                                                | 7 – 2           | Guyana | Estadio de Béisbol Beto Ávila                                              |                                                                            |
| 19:30 UTC−5 | 19:30 UTC−5     | Dinora Garza 2′, 45′ Maribel Dominguez 24′, 36′ (str.), 67′, 79′ Guadalupe Worbis 59′ | (4 – 2) Rapport |        | Cancún, Quintana Roo Publik: 6 500 Domare: Yesli Sarai Rivas (El Salvador) | Cancún, Quintana Roo Publik: 6 500 Domare: Yesli Sarai Rivas (El Salvador) |
| 19:30 UTC−5 | 19:30 UTC−5     |                                                                                       |                 |        | Cancún, Quintana Roo Publik: 6 500 Domare: Yesli Sarai Rivas (El Salvador) | Cancún, Quintana Roo Publik: 6 500 Domare: Yesli Sarai Rivas (El Salvador) |
| 19:30 UTC−5 | 19:30 UTC−5     |                                                                                       |                 |        | Cancún, Quintana Roo Publik: 6 500 Domare: Yesli Sarai Rivas (El Salvador) | Cancún, Quintana Roo Publik: 6 500 Domare: Yesli Sarai Rivas (El Salvador) |

|             | 31 oktober 2010 | Kanada                                                                                            | 8 – 0           | Guyana | Estadio de Béisbol Beto Ávila                                                |                                                                              |
| 17:00 UTC−6 | 17:00 UTC−6     | Christina Julien 15′ Christine Sinclair 34′, 50′, 63′, 75′ Jonelle Filigno 46′, 75′ Kara Lang 90′ | (2 – 0) Rapport |        | Cancún, Quintana Roo Publik: 482 Domare: Sabina Charles-Kirton (Saint Lucia) | Cancún, Quintana Roo Publik: 482 Domare: Sabina Charles-Kirton (Saint Lucia) |
| 17:00 UTC−6 | 17:00 UTC−6     |                                                                                                   |                 |        | Cancún, Quintana Roo Publik: 482 Domare: Sabina Charles-Kirton (Saint Lucia) | Cancún, Quintana Roo Publik: 482 Domare: Sabina Charles-Kirton (Saint Lucia) |
| 17:00 UTC−6 | 17:00 UTC−6     |                                                                                                   |                 |        | Cancún, Quintana Roo Publik: 482 Domare: Sabina Charles-Kirton (Saint Lucia) | Cancún, Quintana Roo Publik: 482 Domare: Sabina Charles-Kirton (Saint Lucia) |

|             | 31 oktober 2010 | Mexiko                                 | 2 – 0           | Trinidad och Tobago | Estadio de Béisbol Beto Ávila                                      |                                                                    |
| 19:30 UTC−6 | 19:30 UTC−6     | Maribel Dominguez 45′ Evelyn Lopez 58′ | (1 – 0) Rapport |                     | Cancún, Quintana Roo Publik: 8 250 Domare: Irazema Aguilera (Kuba) | Cancún, Quintana Roo Publik: 8 250 Domare: Irazema Aguilera (Kuba) |
| 19:30 UTC−6 | 19:30 UTC−6     |                                        |                 |                     | Cancún, Quintana Roo Publik: 8 250 Domare: Irazema Aguilera (Kuba) | Cancún, Quintana Roo Publik: 8 250 Domare: Irazema Aguilera (Kuba) |
| 19:30 UTC−6 | 19:30 UTC−6     |                                        |                 |                     | Cancún, Quintana Roo Publik: 8 250 Domare: Irazema Aguilera (Kuba) | Cancún, Quintana Roo Publik: 8 250 Domare: Irazema Aguilera (Kuba) |

|             | 2 november 2010 | Guyana              | 1 – 4           | Trinidad och Tobago                                                           | Estadio de Béisbol Beto Ávila                                            |                                                                          |
| 17:00 UTC−6 | 17:00 UTC−6     | Mariam El-Masri 60′ | (0 – 2) Rapport | 11′ Kennya Cordner 25′ Rhea Belgrave 49′ Candance Edwards 65′ Dernell Mascall | Cancún, Quintana Roo Publik: 8 850 Domare: Gillian Martindale (Barbados) | Cancún, Quintana Roo Publik: 8 850 Domare: Gillian Martindale (Barbados) |
| 17:00 UTC−6 | 17:00 UTC−6     |                     |                 |                                                                               | Cancún, Quintana Roo Publik: 8 850 Domare: Gillian Martindale (Barbados) | Cancún, Quintana Roo Publik: 8 850 Domare: Gillian Martindale (Barbados) |
| 17:00 UTC−6 | 17:00 UTC−6     |                     |                 |                                                                               | Cancún, Quintana Roo Publik: 8 850 Domare: Gillian Martindale (Barbados) | Cancún, Quintana Roo Publik: 8 850 Domare: Gillian Martindale (Barbados) |

|             | 2 november 2010 | Mexiko | 0 – 3           | Kanada                                                           | Estadio de Béisbol Beto Ávila                               |                                                             |
| 19:30 UTC−6 | 19:30 UTC−6     |        | (0 – 2) Rapport | 20′ Candace-Marie Chapman 45′ Josée Bélanger 66′ Jonelle Filigno | Cancún, Quintana Roo Publik: 8 850 Domare: Kari Seitz (USA) | Cancún, Quintana Roo Publik: 8 850 Domare: Kari Seitz (USA) |
| 19:30 UTC−6 | 19:30 UTC−6     |        |                 |                                                                  | Cancún, Quintana Roo Publik: 8 850 Domare: Kari Seitz (USA) | Cancún, Quintana Roo Publik: 8 850 Domare: Kari Seitz (USA) |
| 19:30 UTC−6 | 19:30 UTC−6     |        |                 |                                                                  | Cancún, Quintana Roo Publik: 8 850 Domare: Kari Seitz (USA) | Cancún, Quintana Roo Publik: 8 850 Domare: Kari Seitz (USA) |

### Grupp B
| Nr | Lag        | S | V | O | F | GM | IM | MS  | P |
| -- | ---------- | - | - | - | - | -- | -- | --- | - |
| 1  | USA        | 3 | 3 | 0 | 0 | 18 | 0  | +18 | 9 |
| 2  | Costa Rica | 3 | 2 | 0 | 1 | 4  | 4  | 0   | 6 |
| 3  | Haiti      | 3 | 1 | 0 | 2 | 1  | 8  | −7  | 3 |
| 4  | Guatemala  | 3 | 0 | 0 | 3 | 0  | 11 | −11 | 0 |

|             | 28 oktober 2010 | Costa Rica          | 1 – 0           | Guatemala | Estadio Quintana Roo                                                 |                                                                      |
| 15:00 UTC−3 | 15:00 UTC−3     | Adriana Venegas 51′ | (0 – 0) Rapport |           | Cancún, Quintana Roo Publik: 550 Domare: Quetzalli Alvarado (Mexiko) | Cancún, Quintana Roo Publik: 550 Domare: Quetzalli Alvarado (Mexiko) |
| 15:00 UTC−3 | 15:00 UTC−3     |                     |                 |           | Cancún, Quintana Roo Publik: 550 Domare: Quetzalli Alvarado (Mexiko) | Cancún, Quintana Roo Publik: 550 Domare: Quetzalli Alvarado (Mexiko) |
| 15:00 UTC−3 | 15:00 UTC−3     |                     |                 |           | Cancún, Quintana Roo Publik: 550 Domare: Quetzalli Alvarado (Mexiko) | Cancún, Quintana Roo Publik: 550 Domare: Quetzalli Alvarado (Mexiko) |

|             | 28 oktober 2010 | USA                                                            | 5 – 0           | Haiti | Estadio Quintana Roo                                              |                                                                   |
| 19:30 UTC−5 | 19:30 UTC−5     | Rachel Buehler 9′ Abby Wambach 15′, 45′, 62′ Amy Rodriguez 40′ | (4 – 0) Rapport |       | Cancún, Quintana Roo Publik: 2 500 Domare: Carol Chenard (Kanada) | Cancún, Quintana Roo Publik: 2 500 Domare: Carol Chenard (Kanada) |
| 19:30 UTC−5 | 19:30 UTC−5     |                                                                |                 |       | Cancún, Quintana Roo Publik: 2 500 Domare: Carol Chenard (Kanada) | Cancún, Quintana Roo Publik: 2 500 Domare: Carol Chenard (Kanada) |
| 19:30 UTC−5 | 19:30 UTC−5     |                                                                |                 |       | Cancún, Quintana Roo Publik: 2 500 Domare: Carol Chenard (Kanada) | Cancún, Quintana Roo Publik: 2 500 Domare: Carol Chenard (Kanada) |

|             | 30 oktober 2010 | Haiti | 0 – 3           | Costa Rica                                              | Estadio Quintana Roo                                                    |                                                                         |
| 17:00 UTC−5 | 17:00 UTC−5     |       | (0 – 2) Rapport | 35′ Shirley Cruz Traña 42′, 52′ Raquel Rodríguez Cedeño | Cancún, Quintana Roo Publik: 456 Domare: Dianne Ferreira-James (Guyana) | Cancún, Quintana Roo Publik: 456 Domare: Dianne Ferreira-James (Guyana) |
| 17:00 UTC−5 | 17:00 UTC−5     |       |                 |                                                         | Cancún, Quintana Roo Publik: 456 Domare: Dianne Ferreira-James (Guyana) | Cancún, Quintana Roo Publik: 456 Domare: Dianne Ferreira-James (Guyana) |
| 17:00 UTC−5 | 17:00 UTC−5     |       |                 |                                                         | Cancún, Quintana Roo Publik: 456 Domare: Dianne Ferreira-James (Guyana) | Cancún, Quintana Roo Publik: 456 Domare: Dianne Ferreira-James (Guyana) |

|             | 30 oktober 2010 | USA | 9 – 0         | Guatemala | Estadio Quintana Roo                                                            |                                                                                 |
| 19:30 UTC−5 | 19:30 UTC−5     | Amy Rodriguez 20′, 45′, 89′ Megan Rapinoe 22′, 40′ Abby Wambach 29′, 30′ Alex Morgan 49′ Carli Lloyd 58′ (str.) | (– 0) Rapport |           | Cancún, Quintana Roo Publik: 1 050 Domare: Shane Da Silva (Trinidad och Tobago) | Cancún, Quintana Roo Publik: 1 050 Domare: Shane Da Silva (Trinidad och Tobago) |
| 19:30 UTC−5 | 19:30 UTC−5     | |               |           | Cancún, Quintana Roo Publik: 1 050 Domare: Shane Da Silva (Trinidad och Tobago) | Cancún, Quintana Roo Publik: 1 050 Domare: Shane Da Silva (Trinidad och Tobago) |
| 19:30 UTC−5 | 19:30 UTC−5     | |               |           | Cancún, Quintana Roo Publik: 1 050 Domare: Shane Da Silva (Trinidad och Tobago) | Cancún, Quintana Roo Publik: 1 050 Domare: Shane Da Silva (Trinidad och Tobago) |

|             | 1 november 2010 | Guatemala | 0 – 1           | Haiti                   | Estadio Quintana Roo                                                |                                                                     |
| 17:00 UTC−6 | 17:00 UTC−6     |           | (0 – 1) Rapport | 22′ Adeline Saintilmond | Cancún, Quintana Roo Publik: 100 Domare: Cardella Samuels (Jamaica) | Cancún, Quintana Roo Publik: 100 Domare: Cardella Samuels (Jamaica) |
| 17:00 UTC−6 | 17:00 UTC−6     |           |                 |                         | Cancún, Quintana Roo Publik: 100 Domare: Cardella Samuels (Jamaica) | Cancún, Quintana Roo Publik: 100 Domare: Cardella Samuels (Jamaica) |
| 17:00 UTC−6 | 17:00 UTC−6     |           |                 |                         | Cancún, Quintana Roo Publik: 100 Domare: Cardella Samuels (Jamaica) | Cancún, Quintana Roo Publik: 100 Domare: Cardella Samuels (Jamaica) |

|             | 1 november 2010 | USA                                                                         | 4 – 0           | Costa Rica | Estadio Quintana Roo                                             |                                                                  |
| 15:00 UTC−6 | 15:00 UTC−6     | Abby Wambach 32′ (str.) Lauren Cheney 69′ Yael Averbuch 73′ Alex Morgan 81′ | (1 – 0) Rapport |            | Cancún, Quintana Roo Publik: 502 Domare: Lucila Venegas (Mexiko) | Cancún, Quintana Roo Publik: 502 Domare: Lucila Venegas (Mexiko) |
| 15:00 UTC−6 | 15:00 UTC−6     |                                                                             |                 |            | Cancún, Quintana Roo Publik: 502 Domare: Lucila Venegas (Mexiko) | Cancún, Quintana Roo Publik: 502 Domare: Lucila Venegas (Mexiko) |
| 15:00 UTC−6 | 15:00 UTC−6     |                                                                             |                 |            | Cancún, Quintana Roo Publik: 502 Domare: Lucila Venegas (Mexiko) | Cancún, Quintana Roo Publik: 502 Domare: Lucila Venegas (Mexiko) |

## Slutspel

### Slutspelsträd
|  | Semifinaler     | Semifinaler     |   |                 | Final           | Final |  |
|  |                 |                 |   |                 |                 |       |  |
|  | 5 november 2010 |                 |   |                 |                 |       |  |
|  | Kanada          | 4               |   |                 |                 |       |  |
|  | Costa Rica      | 0               |   |                 |                 |       |  |
|  |                 |                 |   |                 |                 |       |  |
|  |                 |                 |   |                 | 8 november 2010 |       |  |
|  |                 |                 |   |                 | Kanada          | 1     |  |
|  |                 | Mexiko          | 0 |                 |                 |       |  |
|  |                 |                 |   |                 |                 |       |  |
|  |                 |                 |   |                 |                 |       |  |
|  |                 |                 |   |                 | Bronsmatch      |       |  |
|  | 5 november 2010 | 5 november 2010 |   | 8 november 2010 | 8 november 2010 |       |  |
|  | USA             | 1               |   | Costa Rica      | 0               |       |  |
|  | Mexiko          | 2               |   |                 | USA             | 3     |  |

### Semifinaler
|             | 5 november 2010 | Kanada                                                                                  | 4 – 0           | Costa Rica | Estadio de Béisbol Beto Ávila                                                   |                                                                                 |
| 17:00 UTC−6 | 17:00 UTC−6     | Josée Bélanger 62′ Jonelle Filigno 72′ Christine Sinclair 75′ Daniela Cruz 90+3′ (sjm.) | (0 – 0) Rapport |            | Cancún, Quintana Roo Publik: 2 000 Domare: Shane De Silva (Trinidad och Tobago) | Cancún, Quintana Roo Publik: 2 000 Domare: Shane De Silva (Trinidad och Tobago) |
| 17:00 UTC−6 | 17:00 UTC−6     |                                                                                         |                 |            | Cancún, Quintana Roo Publik: 2 000 Domare: Shane De Silva (Trinidad och Tobago) | Cancún, Quintana Roo Publik: 2 000 Domare: Shane De Silva (Trinidad och Tobago) |
| 17:00 UTC−6 | 17:00 UTC−6     |                                                                                         |                 |            | Cancún, Quintana Roo Publik: 2 000 Domare: Shane De Silva (Trinidad och Tobago) | Cancún, Quintana Roo Publik: 2 000 Domare: Shane De Silva (Trinidad och Tobago) |

|             | 5 november 2010 | USA             | 1 – 2           | Mexiko                                  | Estadio de Béisbol Beto Ávila                                             |                                                                           |
| 20:00 UTC−6 | 20:00 UTC−6     | Carli Lloyd 25′ | (1 – 2) Rapport | 3′ Maribel Domínguez 26′ Verónica Pérez | Cancún, Quintana Roo Publik: 8 364 Domare: Dianne Ferreira-James (Guyana) | Cancún, Quintana Roo Publik: 8 364 Domare: Dianne Ferreira-James (Guyana) |
| 20:00 UTC−6 | 20:00 UTC−6     |                 |                 |                                         | Cancún, Quintana Roo Publik: 8 364 Domare: Dianne Ferreira-James (Guyana) | Cancún, Quintana Roo Publik: 8 364 Domare: Dianne Ferreira-James (Guyana) |
| 20:00 UTC−6 | 20:00 UTC−6     |                 |                 |                                         | Cancún, Quintana Roo Publik: 8 364 Domare: Dianne Ferreira-James (Guyana) | Cancún, Quintana Roo Publik: 8 364 Domare: Dianne Ferreira-James (Guyana) |

### Bronsmatch
|             | 8 november 2010 | Costa Rica | 0 – 3           | USA                                     | Estadio de Béisbol Beto Ávila                                          |                                                                        |
| 17:00 UTC−6 | 17:00 UTC−6     |            | (0 – 2) Rapport | 17′ Lauren Cheney 33′, 50′ Abby Wambach | Cancún, Quintana Roo Publik: 2 806 Domare: Quetzalli Alvarado (Mexiko) | Cancún, Quintana Roo Publik: 2 806 Domare: Quetzalli Alvarado (Mexiko) |
| 17:00 UTC−6 | 17:00 UTC−6     |            |                 |                                         | Cancún, Quintana Roo Publik: 2 806 Domare: Quetzalli Alvarado (Mexiko) | Cancún, Quintana Roo Publik: 2 806 Domare: Quetzalli Alvarado (Mexiko) |
| 17:00 UTC−6 | 17:00 UTC−6     |            |                 |                                         | Cancún, Quintana Roo Publik: 2 806 Domare: Quetzalli Alvarado (Mexiko) | Cancún, Quintana Roo Publik: 2 806 Domare: Quetzalli Alvarado (Mexiko) |

### Final
|             | 8 november 2010 | Kanada                        | 1 – 0           | Mexiko | Estadio de Béisbol Beto Ávila                                                    |                                                                                  |
| 20:00 UTC−6 | 20:00 UTC−6     | Christine Sinclair 53′ (str.) | (0 – 0) Rapport |        | Cancún, Quintana Roo Publik: 16 005 Domare: Shane De Silva (Trinidad och Tobago) | Cancún, Quintana Roo Publik: 16 005 Domare: Shane De Silva (Trinidad och Tobago) |
| 20:00 UTC−6 | 20:00 UTC−6     |                               |                 |        | Cancún, Quintana Roo Publik: 16 005 Domare: Shane De Silva (Trinidad och Tobago) | Cancún, Quintana Roo Publik: 16 005 Domare: Shane De Silva (Trinidad och Tobago) |
| 20:00 UTC−6 | 20:00 UTC−6     |                               |                 |        | Cancún, Quintana Roo Publik: 16 005 Domare: Shane De Silva (Trinidad och Tobago) | Cancún, Quintana Roo Publik: 16 005 Domare: Shane De Silva (Trinidad och Tobago) |